# Геделове теореме о непотпуности
У математичкој логици, Геделове теореме о непотпуности су две теореме о ограничењима формалног система, које је доказао Курт Гедел, 1931. године.
Ове теореме показују да не постоји потпун и конзистентан формални систем који коректно описује природне бројеве и да ниједан довољно строг систем који описује природне бројеве не може да потврди своју сопствену конзистентност. При томе, у математичкој логици, неки формални систем сматра се конзистентним ако не садржи контрадикције (за сваку пропозицију φ не могу у исто време и  φ и њој противречна ¬φ бити доказиве), а систем је потпун ако је довољан да се на њему изгради одговарајућа теорија у целини.
Ове теореме су широко прихваћене као доказ да је немогуће остварити Хилбертов програм проналажења потпуног и конзистентног скупа аксиома који би важио за целу математику. Или другим речима, немогуће је пронаћи неки универзални систем аксиома из којег би аутоматски следио и доказ о непротивуречности теорије која би била изграђена на бази тог система. Напротив, непротивречност неког система аксиома своди се на непротивречност неког другог система аксиома који се већ сматра непротивречним. 
Као пример тога може се навести однос између еуклидске и неке од варијанти нееуклидских геометрија, рецимо геометрије Лобачевског. Наиме, непротивречност геометрије Лобачевског, која је настала негацијом Еуклидовог петог постулата (аксиоме паралелности), доказује се у ствари непротивречношћу еуклидске геометрије, где такође важи и обрнуто. С друге стране, проблем независности система аксиома своди се на проблем непротивречности. Или у конкретном примеру, независност Еуклидовог петог постулата у односу на остале постулате еуклидске геометрије доказује се непротивречношћу геометрије Лобачевског.

## Прва теорема о непотпуности
Геделова прва теорема о непотпуности је вероватно најславнији резултат у математичкој логици. Она тврди да:
За било коју формалну теорију која потврђује основне аритметичке истине, може се конструисати аритметичко тврђење које је истинито али није и доказиво унутар саме те теорије. То значи, да било која теорија која је способна да изрази елементарну аритметику не може бити у исто време и конзистентна и потпуна.